# 西伯利亚垄岗
西伯利亚垄岗（羅馬化：Sibirskiye Uvaly）是俄羅斯的山脈，位於亞馬爾-涅涅茨自治區、漢特-曼西自治區和克拉斯諾亞爾斯克邊疆區，從鄂畢河向東延伸至葉尼塞河，最高點海拔高度301米，蘊藏的天然資源有石油和天然氣。